# Rzeczyca (gmina)
Pour les articles homonymes, voir Rzeczyca.
Rzeczyca est une gmina rurale du powiat de Tomaszów Mazowiecki, Łódź, dans le centre de la Pologne. Son siège est le village de Rzeczyca, qui se situe environ 21 km au nord-est de Tomaszów Mazowiecki et 61 km à l'est de la capitale régionale Łódź.
La gmina couvre une superficie de 108,29 km2 pour une population de 4 971 habitants.

## Géographie
La gmina inclut les villages de Bartoszówka, Bobrowiec, Brzeg, Brzeziny, Brzozów, Glina, Grotowice, Gustawów, Jeziorzec, Kanice, Kawęczyn, Łęg, Lubocz, Roszkowa Wola, Rzeczyca, Sadykierz, Stanisławów, Wiechnowice et Zawady.
La gmina borde les gminy de Cielądz, Czerniewice, Inowłódz, Nowe Miasto nad Pilicą, Odrzywół et Poświętne.